# Altnubische Sprache

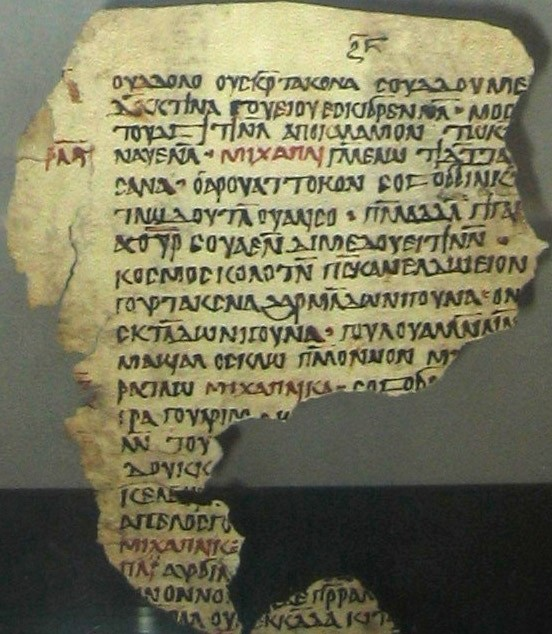
Eines von zwei altnubischen Schriftstücken, die 1974 und 1978 in Qasr Ibrim ausgegraben wurden. 9./10. Jahrhundert, jetzt im Britischen Museum

Altnubisch ist eine nilosaharanische Sprache, die im Mittelalter in Nubien gesprochen und in einer speziellen nubischen Alphabetschrift geschrieben wurde. Altnubisch ist mit den modernen nubischen Sprachen verwandt, am nächsten mit dem Nobiin, das als moderne Fortsetzung des Altnubischen betrachtet werden kann.

## Sprachfamilie und Verbreitung
Altnubisch gehört zur nubischen Untergruppe der ostsudanischen Sprachen, die eine große genetische Untereinheit des Nilosaharanischen darstellen. Im Gegensatz zu den heutigen meist in arabischer Schrift geschriebenen nubischen Sprachen (Nobiin, Kenuzi-Dongola) wurden die altnubischen Texte in einer speziellen nubischen Schrift verfasst, die eine Abwandlung des griechischen und koptischen Alphabets darstellt. Drei Zeichen stammen von der meroitischen Schrift, was bei den mittelalterlichen Nubiern gewisse Kenntnisse über die altsudanische meroitische Kultur voraussetzt. Das nubische Alphabet hat 30 Zeichen, darunter 7 Vokalzeichen, zwei Zeichen für Halbvokale (y, w) und 21 Konsonantenzeichen. Die ersten Texte stammen aus dem 8. Jahrhundert n. Chr., der letzte bekannte Text wurde 1485 geschrieben. Es lassen sich zwei Dialekte unterscheiden. Das 'klassische' Altnubisch, das wohl vor allem im Reich von Makuria benutzt wurde, und eine spätere Variante, die im Reich von Alwa belegt ist. Die überwiegende Zahl der Textdokumente stammt aus Makuria. Die Schrift der beiden Dialekte unterscheidet sich in einigen Zeichen.
Der längste und wohl bedeutendste Text in altnubischer Sprache stellt die Übersetzung eines griechischen Originals dar. Es ist ein Pergament-Kodex, der 1963/64 vom Oriental Institute der University of Chicago in der christlichen Siedlung Serra East in Unternubien ausgegraben wurde. Die verklebten und von Insekten zerfressenen 24 Seiten wurden mehrere Jahre lang in Chicago restauriert und befinden sich seit 1969 im Nationalmuseum in Khartum. Gerald M. Browne entdeckte 1981, dass es sich bei dem Kodex um die vollständige Übersetzung der Schrift „In venerabilem crucem sermo“ von Johannes Chrysostomos handelt.

## Sprachtyp
Das Altnubische zählt – wie die modernen nubischen Sprachen – zu den agglutinierenden Sprachen, das heißt, die grammatischen Formen werden durch das Anhängen zahlreicher Prä- und Suffixe an den zumindest theoretisch unveränderlichen Wortstamm gebildet. Neben dieser Grundregel kennt das Altnubische jedoch zahlreiche Assimilationsregeln zur Konsonantenharmonisierung, so dass sich in der Praxis auch der Wortstamm verändern kann.
Im Altnubischen gibt es keine Genera, auch nicht bei den Personalpronomina. tar z. B. heißt er/sie/es. Es gibt auch keinen bestimmten Artikel, während es einen unbestimmten Artikel gibt.

## Lautsystem
Das Altnubische hatte die folgenden Konsonanten (Zuordnung ist in einzelnen Fällen unsicher):
|           |          | Bilabial | Alveolar | Palatal | Velar |
| --------- | -------- | -------- | -------- | ------- | ----- |
| Plosive   | stl.     | p        | t        |         | k     |
| Plosive   | sth.     | b        | d        | ɟ (ǵ)   | g     |
| Frikative | stl.     | ɸ (ph)   | s        | ç (š)   | x (h) |
| Frikative | sth.     | β (w)    |          | ʝ (i)   |       |
| Nasale    | Nasale   | m        | n        | ɲ (ń)   | ŋ (ṅ) |
| Laterale  | Laterale | l        |          |         |       |
| Taps      | Taps     |          | ɾ (r)    |         |       |

An Vokalen existierten die Monophthonge a, e, i, o und u sowie die Diphthonge ai, au und oi.

## Substantive
Es gibt einfache oder zusammengesetzte Substantive.
einfache Substantive:
- gad – Körper
- eir – Feuer
- asse – Wasser

Zusammengesetzte Substantive können verschiedene Affixe aufweisen.
- tapp-att – Zerstörung (von tapp/dapp – verfallen)
- arm-s – Urteil (von arm – beobachten)

Es gibt einige Lehnwörter aus dem Griechischen (angelos – Engel), Koptischen (nape – Sünde), Ägyptischen (orp < äg. jrp "Wein") oder Arabischen (sachch "Einsiedler").
Die Sprache kennt fünf Kasus: Subjektiv mit der Endung –il (die unter bestimmten Umständen auch fehlen kann): it-i "ein Mensch", Genitiv mit der Endung -n(a): ṅod-i-n angelos "der Engel Gottes", Direktiv auf –ka: igu-ka "die Menschen", Prädikativ auf –a: uru-a "(er ist) König" und Appositiv auf –u: ṅod-u till "Gott, der Herr". Der Subjektiv entspricht unserem Nominativ und markierte das Subjekt eines Hauptsatzes. Der Direktiv markierte ein direktes oder indirektes Objekt im Satz. Der Prädikativ markiert das Prädikat im Satz, aber auch den Vokativ; der Appositiv markiert Substantive, die durch eine Apposition näher beschrieben werden. Dabei ist die Einordnung des Appositivs als Kasus nicht sicher, möglicherweise ist das -u auch lediglich ein Bindevokal.
Substantive, meist im Kasus Subjektiv, können mittels einer Endung –l determiniert werden: ag-i-l "der Mund", ṅa-l "der Sohn" (ohne Subjektivendung).
Das Altnubische unterscheidet die Numeri Singular und Plural, der Plural wird gewöhnlich mit der Endung –gu gebildet: Indeterminiert: uru-i-gu "Könige" (Subjektiv), Determiniert: dio-l-gu "die Toten". Die Pluralendung kann auch selbst determiniert werden: ukr-i-gu-l "die Tage", dio-l-gu-l "die Toten". Daneben existieren noch die Endungen –ri-gu für Belebtes und –ni-gu für Unbelebtes, die mit –gu austauschbar sind: angelos-ri-gu "Engel", kisse-ni-gu "Kirchen".

## Pronomina

### Personalpronomina
Die Personalpronomina lauten:
|        | Singular   | Singular | Plural     | Plural         |
| Person | Altnubisch | Deutsch  | Altnubisch | Deutsch        |
| ------ | ---------- | -------- | ---------- | -------------- |
| 1.     | ai         | ich      | u          | wir (inklusiv) |
| 1.     | ai         | ich      | er         | wir (exklusiv) |
| 2.     | ir         | du       | ur         | ihr            |
| 3.     | tar        | er, sie  | ter        | sie            |

## Verben
Das Altnubische kennt drei formale Arten von Verben: einfache: ir- "können", kar- "tragen", taru "segnen", reduplizierte (Intensiva und Iterativa): kaskas "schöpfen" sowie zusammengesetzte: en-it "mit sich nehmen" (en = aufheben, it = nehmen).

### Tempora und Modi
Verben können in vier Tempora stehen (Präsens, Präteritum I, Präteritum II und Futur). Dazu gibt es noch einen Imperativ. Präteritum I entspricht nach heute gängiger Grammatikinterpretation einem erzählenden Imperfekt, während Präteritum II eine punktuelle Handlung in der Vergangenheit entspricht. Hierzu muss jedoch angemerkt werden, dass die Tempusfunktionen im Nubischen derzeit immer noch Gegenstand der wissenschaftlichen Auseinandersetzung sind, so dass hier lediglich eine Theorie wiedergegeben werden kann.
| Zeitform      | Altnubisch | Übersetzung       |
| ------------- | ---------- | ----------------- |
| Präsens       | dollina    | du wünschst       |
| Präteritum I  | dollona    | du wünschtest     |
| Präteritum II | dollisina  | du hast gewünscht |
| Futur         | dollanna   | du wirst wünschen |
| Imperativ     | dollatame  | wünsche!!         |

Das Verb doll – wünschen im Präsens im Subjunktiv
| Person                | Altnubisch | Übersetzung                     |
| --------------------- | ---------- | ------------------------------- |
| 1. Person Singular    | dolliri    | ich wünsche                     |
| 2./3. Person Singular | dollin     | du wünschst / er/sie/es wünscht |
| 1./2. Person Plural   | dollirou   | wir wünschen / ihr wünscht      |
| 3. Person Plural      | dolliran   | sie wünschen                    |

Das Verb doll – wünschen im Präsens im Indikativ
| Person                | Altnubisch | Übersetzung                     |
| --------------------- | ---------- | ------------------------------- |
| 1. Person Singular    | dollire    | ich wünsche                     |
| 2./3. Person Singular | dollina    | du wünschst / er/sie/es wünscht |
| 1./2. Person Plural   | dolliro    | wir wünschen / ihr wünscht      |
| 3. Person Plural      | dollirana  | sie wünschen                    |

### Genera verbi
Durch verschiedene Affixe lassen sich von Verben und Substantiven Verben verschiedener Genera ableiten:
- intentiv auf ein Objekt im Singular: pes-i-r "etwas sagen" zu pes "sprechen"
- intentiv auf ein Objekt im Plural: pes-i-ǵ "sagen" (vieles oder zu Vielen)
- reflexiv (selten): kap-s "selbst essen" (im Gegensatz zum Essen Anderer)
- passiv: au-tak "getan werden"
- incohativ: tull-i-ṅ "ruhig werden" zu tull "still sein"
- kausativ: das Altnubische unterscheidet drei Arten der Kausativbildung: 1. dativ: deutet das Anordnen einer Handlung an: unn-a-tir "gebären lassen" zu unn- "gebären", 2. produktiv: dat-a-k(i)r "zusammenbringen" zu dat- "sammeln" (?), 3. effektiv: aru-a-gar "regnen lassen" zu aru "Regen".
- stativ: ogiǵ-en "Mann sein" zu og(i)ǵ "Mann"

## Syntax
Die normale Satzordnung ist Subjekt + Prädikat, obwohl es in seltenen Fällen auch andersherum sein kann. Die Negation einer Verbform erfolgt durch das Infix –men-, das zwischen Verbstamm und Endung tritt: pes-min- "nicht sein".